# Bóng chuyền tại Đại hội Thể thao châu Á 1994
Nội dung bóng chuyền được tổ chức tại Đại hội Thể thao châu Á 1994 ở Hiroshima, Nhật Bản từ ngày 3 tháng 10 đến ngày 16 tháng 10 năm 1994 tại Green Arena.

## Tóm tắt huy chương

### Bảng huy chương
| 1    | Nhật Bản (JPN)   | 1 | 0 | 1 | 2 |
| 1    | Hàn Quốc (KOR)   | 1 | 0 | 1 | 2 |
| 3    | Trung Quốc (CHN) | 0 | 2 | 0 | 2 |
| Tổng | Tổng             | 2 | 2 | 2 | 6 |

### Huy chương giành được
| Nội dung | Vàng           | Bạc              | Đồng           |
| -------- | -------------- | ---------------- | -------------- |
| Nam      | Nhật Bản (JPN) | Trung Quốc (CHN) | Hàn Quốc (KOR) |
| Nữ       | Hàn Quốc (KOR) | Trung Quốc (CHN) | Nhật Bản (JPN) |

## Kết quả

### Nam

#### Vòng loại thứ nhất
- 3 nhà Vô địch thế giới 1994, Nhật Bản, Trung Quốc và Hàn Quốc trực tiếp vào vòng loại thứ hai.

|      |            | Điểm | Trận đấu | Trận đấu | Set | Set | Set   | Điểm | Điểm | Điểm  |
| Hạng | Đội        | Điểm | T        | B        | T   | B   | Tỷ lệ | T    | B    | Tỷ lệ |
| ---- | ---------- | ---- | -------- | -------- | --- | --- | ----- | ---- | ---- | ----- |
| 1    | Kazakhstan | 12   | 6        | 0        | 18  | 0   | MAX   | 273  | 122  | 2.238 |
| 2    | Iran       | 10   | 4        | 2        | 12  | 10  | 1.200 | 277  | 257  | 1.078 |
| 3    | Pakistan   | 8    | 2        | 4        | 10  | 12  | 0.833 | 258  | 247  | 1.045 |
| 4    | Mông Cổ    | 6    | 0        | 6        | 0   | 18  | 0.000 | 88   | 270  | 0.326 |

| Ngày        | Giờ   |            | Điểm |            | Set 1 | Set 2 | Set 3 | Set 4 | Set 5 | Tổng  |
| ----------- | ----- | ---------- | ---- | ---------- | ----- | ----- | ----- | ----- | ----- | ----- |
| 03 tháng 10 | 14:00 | Pakistan   | 2–3  | Iran       | 15–9  | 16–14 | 7–15  | 6–15  | 13–15 | 57–68 |
| 03 tháng 10 | 16:00 | Kazakhstan | 3–0  | Mông Cổ    | 15–2  | 15–5  | 15–5  |       |       | 45–12 |
| 04 tháng 10 | 14:00 | Iran       | 3–0  | Mông Cổ    | 15–8  | 15–5  | 15–6  |       |       | 45–19 |
| 04 tháng 10 | 16:00 | Pakistan   | 0–3  | Kazakhstan | 9–15  | 4–15  | 8–15  |       |       | 21–45 |
| 06 tháng 10 | 14:00 | Mông Cổ    | 0–3  | Pakistan   | 4–15  | 2–15  | 1–15  |       |       | 7–45  |
| 06 tháng 10 | 16:00 | Kazakhstan | 3–0  | Iran       | 15–7  | 15–6  | 17–15 |       |       | 47–28 |
| 07 tháng 10 | 14:00 | Pakistan   | 2–3  | Iran       | 15–17 | 15–9  | 15–13 | 8–15  | 10–15 | 63–69 |
| 07 tháng 10 | 16:00 | Kazakhstan | 3–0  | Mông Cổ    | 15–2  | 15–1  | 15–9  |       |       | 45–12 |
| 09 tháng 10 | 14:00 | Iran       | 3–0  | Mông Cổ    | 15–13 | 15–6  | 15–7  |       |       | 45–26 |
| 09 tháng 10 | 16:00 | Pakistan   | 0–3  | Kazakhstan | 2–15  | 11–15 | 14–16 |       |       | 27–46 |
| 10 tháng 10 | 14:00 | Mông Cổ    | 0–3  | Pakistan   | 5–15  | 3–15  | 4–15  |       |       | 12–45 |
| 10 tháng 10 | 16:00 | Kazakhstan | 3–0  | Iran       | 15–8  | 15–8  | 15–6  |       |       | 45–22 |

#### Vòng loại thứ hai

##### Bảng A
|      |            | Điểm | Trận đấu | Trận đấu | Set | Set | Set   | Điểm | Điểm | Điểm  |
| Hạng | Đội        | Điểm | T        | B        | T   | B   | Tỷ lệ | T    | B    | Tỷ lệ |
| ---- | ---------- | ---- | -------- | -------- | --- | --- | ----- | ---- | ---- | ----- |
| 1    | Hàn Quốc   | 4    | 2        | 0        | 6   | 0   | MAX   | 90   | 31   | 2.903 |
| 2    | Kazakhstan | 3    | 1        | 1        | 3   | 4   | 0.750 | 76   | 81   | 0.938 |
| 3    | Iran       | 2    | 0        | 2        | 1   | 6   | 0.167 | 48   | 102  | 0.471 |

| Ngày        | Giờ   |            | Điểm |            | Set 1 | Set 2 | Set 3 | Set 4 | Set 5 | Tổng  |
| ----------- | ----- | ---------- | ---- | ---------- | ----- | ----- | ----- | ----- | ----- | ----- |
| 11 tháng 10 | 14:00 | Iran       | 1–3  | Kazakhstan | 15–12 | 9–15  | 7–15  | 5–15  |       | 36–57 |
| 12 tháng 10 | 14:00 | Hàn Quốc   | 3–0  | Iran       | 15–3  | 15–6  | 15–3  |       |       | 45–12 |
| 13 tháng 10 | 16:00 | Kazakhstan | 0–3  | Hàn Quốc   | 8–15  | 3–15  | 8–15  |       |       | 19–45 |

##### Bảng B
|      |            | Điểm | Trận đấu | Trận đấu | Set | Set | Set   | Điểm | Điểm | Điểm  |
| Hạng | Đội        | Điểm | T        | B        | T   | B   | Tỷ lệ | T    | B    | Tỷ lệ |
| ---- | ---------- | ---- | -------- | -------- | --- | --- | ----- | ---- | ---- | ----- |
| 1    | Trung Quốc | 6    | 3        | 0        | 9   | 1   | 9.000 | 145  | 71   | 2.042 |
| 2    | Nhật Bản   | 5    | 2        | 1        | 7   | 3   | 2.333 | 136  | 70   | 1.943 |
| 3    | Pakistan   | 4    | 1        | 2        | 3   | 6   | 0.500 | 71   | 100  | 0.710 |
| 4    | Mông Cổ    | 3    | 0        | 3        | 0   | 9   | 0.000 | 24   | 135  | 0.178 |

| Ngày        | Giờ   |            | Điểm |            | Set 1 | Set 2 | Set 3 | Set 4 | Set 5 | Tổng  |
| ----------- | ----- | ---------- | ---- | ---------- | ----- | ----- | ----- | ----- | ----- | ----- |
| 11 tháng 10 | 16:00 | Nhật Bản   | 3–0  | Pakistan   | 15–2  | 15–3  | 15–4  |       |       | 45–9  |
| 11 tháng 10 | 18:00 | Trung Quốc | 3–0  | Mông Cổ    | 15–1  | 15–2  | 15–5  |       |       | 45–8  |
| 12 tháng 10 | 16:00 | Mông Cổ    | 0–3  | Pakistan   | 5–15  | 1–15  | 4–15  |       |       | 10–45 |
| 12 tháng 10 | 18:00 | Trung Quốc | 3–1  | Nhật Bản   | 15–9  | 15–10 | 10–15 | 15–12 |       | 55–46 |
| 13 tháng 10 | 14:00 | Pakistan   | 0–3  | Trung Quốc | 12–15 | 2–15  | 3–15  |       |       | 17–45 |
| 13 tháng 10 | 18:00 | Nhật Bản   | 3–0  | Mông Cổ    | 15–3  | 15–1  | 15–2  |       |       | 45–6  |

#### Tranh vị trí thứ 5
| Ngày        | Giờ   |      | Điểm |          | Set 1 | Set 2 | Set 3 | Set 4 | Set 5 | Tổng  |
| ----------- | ----- | ---- | ---- | -------- | ----- | ----- | ----- | ----- | ----- | ----- |
| 15 tháng 10 | 14:00 | Iran | 3–0  | Pakistan | 15–12 | 15–8  | 15–2  |       |       | 45–22 |

#### Vòng cuối
|  | Bán kết     | Bán kết    |                       |   | Chung kết | Chung kết |
|  |             |            |                       |   |           |           |
|  | 15 tháng 10 |            |                       |   |           |           |
|  |             |            |                       |   |           |           |
|  | Hàn Quốc    | 0          |                       |   |           |           |
|  | Hàn Quốc    | 0          | 16 tháng 10           |   |           |           |
|  | Nhật Bản    | 3          |                       |   |           |           |
|  | Nhật Bản    | 3          | Nhật Bản              | 3 |           |           |
|  | 15 tháng 10 |            | Nhật Bản              | 3 |           |           |
|  |             | Trung Quốc | 2                     |   |           |           |
|  | Trung Quốc  | Trung Quốc | 2                     | 3 |           |           |
|  | Trung Quốc  |            |                       | 3 |           |           |
|  | Kazakhstan  | 0          |                       |   |           |           |
|  | Kazakhstan  | 0          | Tranh huy chương đồng |   |           |           |
|  |             |            |                       |   |           |           |
|  | 16 tháng 10 |            |                       |   |           |           |
|  |             |            |                       |   |           |           |
|  | Hàn Quốc    | 3          |                       |   |           |           |
|  | Hàn Quốc    | 3          |                       |   |           |           |
|  | Kazakhstan  | 0          |                       |   |           |           |

##### Bán kết
| Ngày        | Giờ   |            | Điểm |            | Set 1 | Set 2 | Set 3 | Set 4 | Set 5 | Tổng  |
| ----------- | ----- | ---------- | ---- | ---------- | ----- | ----- | ----- | ----- | ----- | ----- |
| 15 tháng 10 | 16:00 | Hàn Quốc   | 0–3  | Nhật Bản   | 7–15  | 11–15 | 5–15  |       |       | 23–45 |
| 15 tháng 10 | 18:00 | Trung Quốc | 3–0  | Kazakhstan | 15–4  | 15–7  | 15–7  |       |       | 45–18 |

##### Trang huy chương đồng
| Ngày        | Giờ   |          | Điểm |            | Set 1 | Set 2 | Set 3 | Set 4 | Set 5 | Tổng  |
| ----------- | ----- | -------- | ---- | ---------- | ----- | ----- | ----- | ----- | ----- | ----- |
| 16 tháng 10 | 10:00 | Hàn Quốc | 3–0  | Kazakhstan | 15–2  | 15–8  | 15–10 |       |       | 45–20 |

##### Chung kết
| Ngày        | Giờ   |          | Điểm |            | Set 1 | Set 2 | Set 3 | Set 4 | Set 5 | Tổng  |
| ----------- | ----- | -------- | ---- | ---------- | ----- | ----- | ----- | ----- | ----- | ----- |
| 16 tháng 10 | 12:00 | Nhật Bản | 3–2  | Trung Quốc | 12–15 | 13–15 | 15–13 | 15–2  | 15–10 | 70–55 |

#### Bảng xếp hạng
| Hạng | Đội        |
| ---- | ---------- |
| 1    | Nhật Bản   |
| 2    | Trung Quốc |
| 3    | Hàn Quốc   |
| 4    | Kazakhstan |
| 5    | Iran       |
| 6    | Pakistan   |
| 7    | Mông Cổ    |

### Nữ
|      |                   | Điểm | Trận đấu | Trận đấu | Set | Set | Set   | Điểm | Điểm | Điểm  |
| Hạng | Đội               | Điểm | T        | B        | T   | B   | Tỷ lệ | T    | B    | Tỷ lệ |
| ---- | ----------------- | ---- | -------- | -------- | --- | --- | ----- | ---- | ---- | ----- |
| 1    | Hàn Quốc          | 10   | 5        | 0        | 15  | 4   | 3.750 | 278  | 145  | 1.917 |
| 2    | Trung Quốc        | 9    | 4        | 1        | 14  | 5   | 2.800 | 270  | 167  | 1.617 |
| 3    | Nhật Bản          | 8    | 3        | 2        | 13  | 6   | 2.167 | 246  | 156  | 1.577 |
| 4    | Đài Bắc Trung Hoa | 7    | 2        | 3        | 6   | 9   | 0.667 | 138  | 166  | 0.831 |
| 5    | Thái Lan          | 6    | 1        | 4        | 3   | 12  | 0.250 | 90   | 194  | 0.464 |
| 6    | Mông Cổ           | 5    | 0        | 5        | 0   | 15  | 0.000 | 31   | 225  | 0.138 |

| Ngày        | Giờ   |                   | Điểm |                   | Set 1 | Set 2 | Set 3 | Set 4 | Set 5 | Tổng  |
| ----------- | ----- | ----------------- | ---- | ----------------- | ----- | ----- | ----- | ----- | ----- | ----- |
| 03 tháng 10 | 14:00 | Mông Cổ           | 0–3  | Trung Quốc        | 2–15  | 2–15  | 1–15  |       |       | 5–45  |
| 03 tháng 10 | 16:00 | Đài Bắc Trung Hoa | 0–3  | Nhật Bản          | 7–15  | 3–15  | 0–15  |       |       | 10–45 |
| 03 tháng 10 | 18:00 | Hàn Quốc          | 3–0  | Thái Lan          | 15–1  | 15–0  | 15–4  |       |       | 45–5  |
| 04 tháng 10 | 14:00 | Đài Bắc Trung Hoa | 3–0  | Thái Lan          | 15–6  | 15–7  | 15–10 |       |       | 45–23 |
| 04 tháng 10 | 16:00 | Nhật Bản          | 3–0  | Mông Cổ           | 15–0  | 15–0  | 15–1  |       |       | 45–1  |
| 04 tháng 10 | 18:00 | Hàn Quốc          | 3–2  | Trung Quốc        | 12–15 | 15–7  | 15–13 | 9–15  | 21–19 | 72–69 |
| 05 tháng 10 | 14:00 | Hàn Quốc          | 3–0  | Mông Cổ           | 15–0  | 15–3  | 15–0  |       |       | 45–3  |
| 05 tháng 10 | 16:00 | Nhật Bản          | 3–0  | Thái Lan          | 15–1  | 15–3  | 15–4  |       |       | 45–8  |
| 05 tháng 10 | 18:00 | Trung Quốc        | 3–0  | Đài Bắc Trung Hoa | 15–9  | 15–9  | 15–6  |       |       | 45–24 |
| 06 tháng 10 | 14:00 | Thái Lan          | 0–3  | Trung Quốc        | 2–15  | 1–15  | 6–15  |       |       | 9–45  |
| 06 tháng 10 | 16:00 | Đài Bắc Trung Hoa | 3–0  | Mông Cổ           | 15–5  | 15–0  | 15–3  |       |       | 45–8  |
| 06 tháng 10 | 18:00 | Nhật Bản          | 2–3  | Hàn Quốc          | 15–13 | 15–13 | 3–15  | 10–15 | 11–15 | 54–71 |
| 07 tháng 10 | 14:00 | Mông Cổ           | 0–3  | Thái Lan          | 4–15  | 10–15 | 0–15  |       |       | 14–45 |
| 07 tháng 10 | 16:00 | Hàn Quốc          | 3–0  | Đài Bắc Trung Hoa | 15–1  | 15–11 | 15–2  |       |       | 45–14 |
| 07 tháng 10 | 18:00 | Nhật Bản          | 2–3  | Trung Quốc        | 11–15 | 5–15  | 15–11 | 15–10 | 11–15 | 57–66 |